# Balkrishna Sama
Balkrishna Sama (népalais : बालकृष्ण सम, Bālakr̥shṇa Sama), né le 8 février 1903, décédé le 20 juin 1981 est un écrivain, romancier, poète et dramaturge népalais.

## Œuvres
- Bālakr̥shṇa Sama, Heroes of Nepal, His Majesty's Government, Department of Information, 1971, p. 19